# 지역학
자역학 또는 지역 연구(Area studies)는 특정 지리적, 국가/연방 또는 문화 지역과 관련된 학제간 연구 분야이다. 이 용어는 주로 학문 활동에서 사회 과학과 인문학을 모두 포괄하는 다양한 이질적인 연구 분야에 대한 일반적인 설명으로 존재한다. 일반적인 지역 연구 프로그램에는 국제 관계, 전략 연구, 역사, 정치학, 정치 경제, 문화 연구, 언어, 지리, 문학 및 기타 관련 분야가 포함된다. 문화 연구와는 대조적으로 지역 연구에는 종종 디아스포라와 지역 이민이 포함된다.

## 같이 보기
- 문화연구
- 종족 연구
- 학제간 연구
- 국제 관계
- 종교지리학